# Falun (obec)
Falun (švédsky Falu kommun) je obec v kraji Dalarna ve středním Švédsku. Její sídlo se nachází ve městě Falun. Falun je druhé největší město a provinční hlavní město kraje Dalarna. Falun byl známý svým měděným dolem.
Současná obec vznikla v době reformy místní správy v roce 1971, kdy bylo sloučeno město Falun a šest okolních venkovských obcí.

## Lokality
- Aspeboda
- Bengtsheden
- Bjursås
- Danholn
- Grycksbo
- Falun (sídlo)
- Linghed
- Sundborn
- Svärdsjö
- Sågmyra
- Toftbyn
- Vika

## Volby do Riksdagu
| Rok  | %    | Hlasy  | V    | SAP  | MP  | Cp   | L    | KD   | M    | SD   | NyD | Levice | Pravice |
| ---- | ---- | ------ | ---- | ---- | --- | ---- | ---- | ---- | ---- | ---- | --- | ------ | ------- |
| 1973 | 89,2 | 30 135 | 3,8  | 40,1 |     | 32,1 | 9,3  | 1,6  | 12,7 |      |     | 43,9   | 54,1    |
| 1976 | 90,8 | 32 507 | 3,8  | 38,0 |     | 30,8 | 11,7 | 1,1  | 14,2 |      |     | 41,8   | 56,7    |
| 1979 | 89,1 | 33 105 | 4,9  | 38,7 |     | 24,4 | 10,3 | 1,2  | 20,0 |      |     | 43,6   | 54,7    |
| 1982 | 90,2 | 34 386 | 4,5  | 41,9 | 2,3 | 19,3 | 6,1  | 1,7  | 24,1 |      |     | 46,4   | 49,5    |
| 1985 | 88,4 | 34 444 | 4,4  | 40,8 | 1,7 | 14,9 | 15,9 |      | 22,1 |      |     | 45,2   | 52,8    |
| 1988 | 83,7 | 32 920 | 5,2  | 39,4 | 6,1 | 13,3 | 14,3 | 3,3  | 18,1 |      |     | 50,8   | 45,7    |
| 1991 | 84,6 | 33 704 | 3,8  | 34,2 | 3,9 | 10,3 | 9,9  | 7,4  | 21,9 |      | 6,7 | 37,9   | 49,6    |
| 1994 | 85,5 | 34 446 | 6,0  | 41,5 | 7,0 | 9,6  | 8,5  | 4,2  | 21,5 |      | 0,9 | 54,4   | 43,8    |
| 1998 | 81,1 | 32 490 | 12,4 | 33,2 | 5,8 | 5,3  | 4,6  | 12,6 | 22,2 |      |     | 51,4   | 44,8    |
| 2002 | 79,2 | 32 593 | 8,6  | 38,4 | 5,6 | 8,4  | 12,5 | 7,5  | 15,3 | 1,1  |     | 52,6   | 43,7    |
| 2006 | 82,2 | 34 442 | 5,9  | 33,8 | 6,1 | 10,5 | 6,3  | 5,9  | 25,5 | 2,5  |     | 45,8   | 48,2    |
| 2010 | 85,4 | 36 559 | 5,5  | 31,5 | 8,1 | 8,1  | 5,7  | 5,0  | 28,9 | 5,5  |     | 45,1   | 47,6    |
| 2014 | 87,4 | 38 251 | 5,9  | 30,2 | 7,2 | 8,0  | 4,5  | 3,8  | 23,2 | 12,8 |     | 43,3   | 39,5    |
| 2018 | 88,8 | 39 461 | 8,2  | 28,0 | 4,9 | 11,8 | 4,6  | 6,0  | 19,7 | 15,3 |     | 52,9   | 45,6    |

## Místní politika
Ve Falunu působí místní Strana Falu.

## Partnerská města
Následující místa jsou partnerskými městy Falunu:
- Hamina, Finsko
- Grudziądz, Polsko
- Gütersloh, Německo
- Vordingborg, Dánsko

Falun má také dvě partnerská města bez formální partnerské smlouvy:
- Kimberley, Jihoafrická republika
- Pskov, Rusko